# Fondements de la géométrie algébrique
Les Fondements de la géometrie algébrique ou FGA, est un livre qui rassemble les notes d'Alexander Grothendieck au Séminaire Bourbaki. C'est une importante source pour ce travail pionnier sur la théorie des schémas, qui sert de fondation à la géométrie algébrique dans ses développements techniques modernes.
Le titre est la traduction du titre du livre d'André Weil Foundations of algebraic geometry.
Le livre contient le matériel sur la théorie de la descente (en), et sur des théorèmes d'existence comprenant ceux pour les schémas de Hilbert (en). Le volume Technique de descente et théorèmes d'existence en géometrie algébrique est une série de séminaires inclus dans les FGA.

## Contenu
Voici les notes du Séminaire Bourbaki, par numéro, des années 1957 à 1962.
- Fondements de la géométrie algébrique. Commentaires [Séminaire Bourbaki, t. 14, 1961/62, Complément];
- Théorème de dualité pour les faisceaux algébriques cohérents [Séminaire Bourbaki, t. 9, 1956/57, no. 149]; (dualité cohérente (en))
- Géométrie formelle et géométrie algébrique [Séminaire Bourbaki, t. 11, 1958/59, no. 182]; (géométrie formelle (en))
- Technique de descente et théorèmes d'existence en géométrie algébrique. I-VI
  - I. Généralités. Descente par morphismes fidèlement plats [Séminaire Bourbaki, t. 12, 1959/60, no. 190];
  - II. Le théorème d'existence en théorie formelle des modules [Séminaire Bourbaki, t. 12, 1959/60, no. 195];
  - III. Préschémas quotients [Séminaire Bourbaki, t. 13, 1960/61, no. 212];
  - IV. Les schémas de Hilbert [Séminaire Bourbaki, t. 13, 1960/61, no. 221];
  - V. Les schémas de Picard. Théorèmes d'existence [Séminaire Bourbaki, t. 14, 1961/62, no. 232];
  - VI. Les schémas de Picard. Propriétés générales [Séminaire Bourbaki, t. 14, 1961/62, no. 236]